# 28059 Kiliaan
28059 Kiliaan è un asteroide della fascia principale. Scoperto nel 1998, presenta un'orbita caratterizzata da un semiasse maggiore pari a 2,8757454 UA e da un'eccentricità di 0,1628136, inclinata di 11,72475° rispetto all'eclittica.